# William England
William England (asi 1830 Trowbridge - 1896 Londýn) byl anglický viktoriánský fotograf se specializací na stereoskopické fotografie.

## Život
Ve čtyřicátých letech 20. století England provozoval portrétní daguerotypické studio v Londýně. V roce 1854 nastoupil do Londýnské stereoskopické společnosti (LSC), kde v té době působil také další významný stereoskopický fotograf Thomas Richard Williams. V roce 1859 cestoval pro LSC do Ameriky, kde pořídil celou řadu stereofotografií USA a Kanady, které poskytly evropským divákům mnohdy jejich prvních stereoskopické pohledy na Severní Ameriku. Zařadil se tak mezi průkopníky cestovatelské fotografie ve své době.
V roce 1862 zaplatila LSC 3 000 guinejů za výhradní práva k fotografování Mezinárodní výstavy, která se konala v Jižním Kensingtonu v Londýně. William England vedl tým stereografů LSC, včetně Williama Russella Sedgfielda a Stephena Thompsona, aby vytvořili sérii 350 stereofotografií výstavy. V roce 1863 England fotografoval Dublinskou mezinárodní výstavu, ale ještě tentýž rok LSC opustil, aby se mohl věnovat nezávislé práci. Následně cestoval po Německu, Švýcarsku a Itálii a pořizoval vysoce hodnocenou sérii pohledů včetně série alpských hor publikované pod záštitou Alpine Clubu.
V pozdějších letech působil v několika fotografických organizacích včetně London Photographic Society (Londýnské fotografické společnosti) a Photographic Society of Great Britain (Fotografické společnosti Velké Británie). V roce 1886 byl jedním ze zakládajících členů skupiny Photographic Convention of the United Kingdom. Díky členství v těchto organizacích měl pravidelný kontakt s některými z nejvýznamnějších a nejúspěšnějších fotografů své doby, včetně Henry Peach Robinsona, Williama Crooka, Alfreda Seamana, Alexandra Tate nebo Richarda Keenea, stejně jako mnoho bohatých amatérů, kteří byli členy, jako byl například astronom Alexander Stewart Herschel.
Zemřel v Londýně v roce 1896.

## Galerie

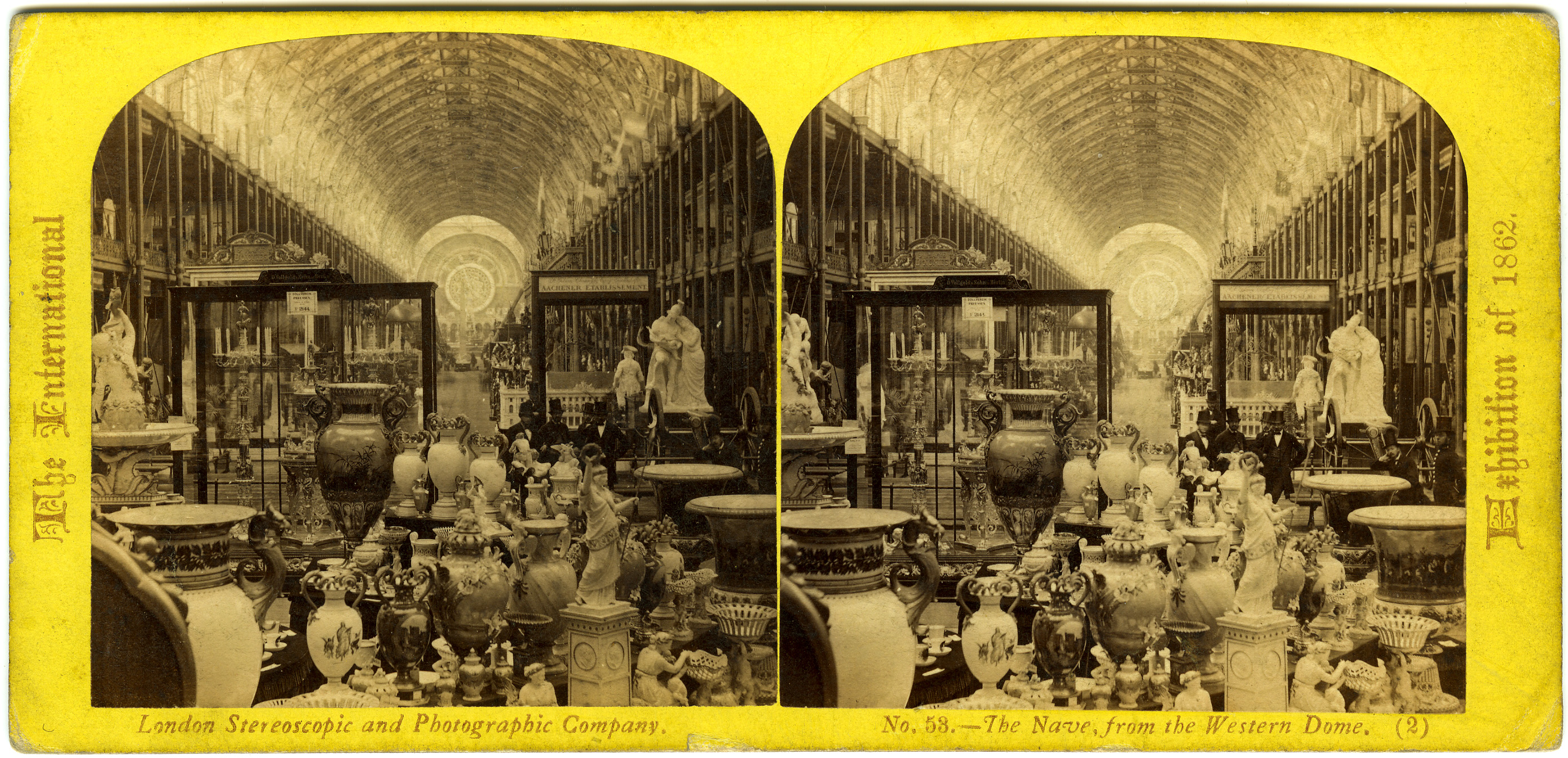
Stereoskopický pohled na Mezinárodní výstavu z roku 1862
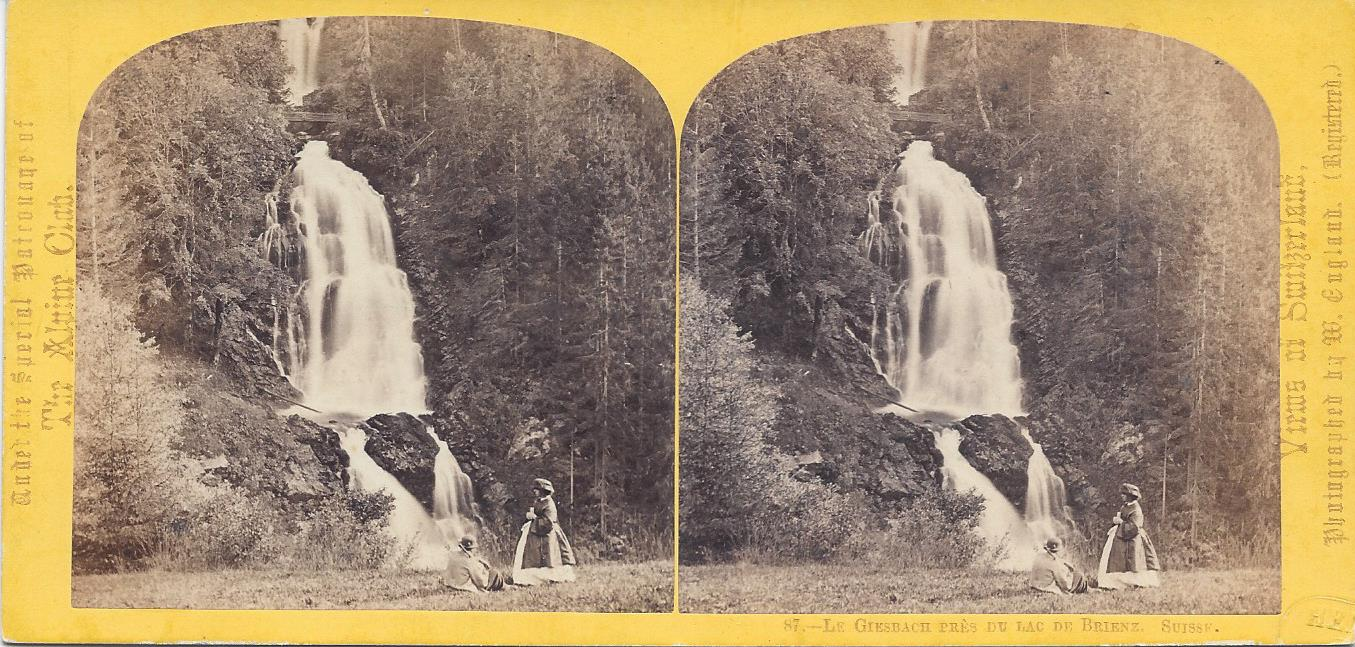
Giesbach, Švýcarsko, 1862
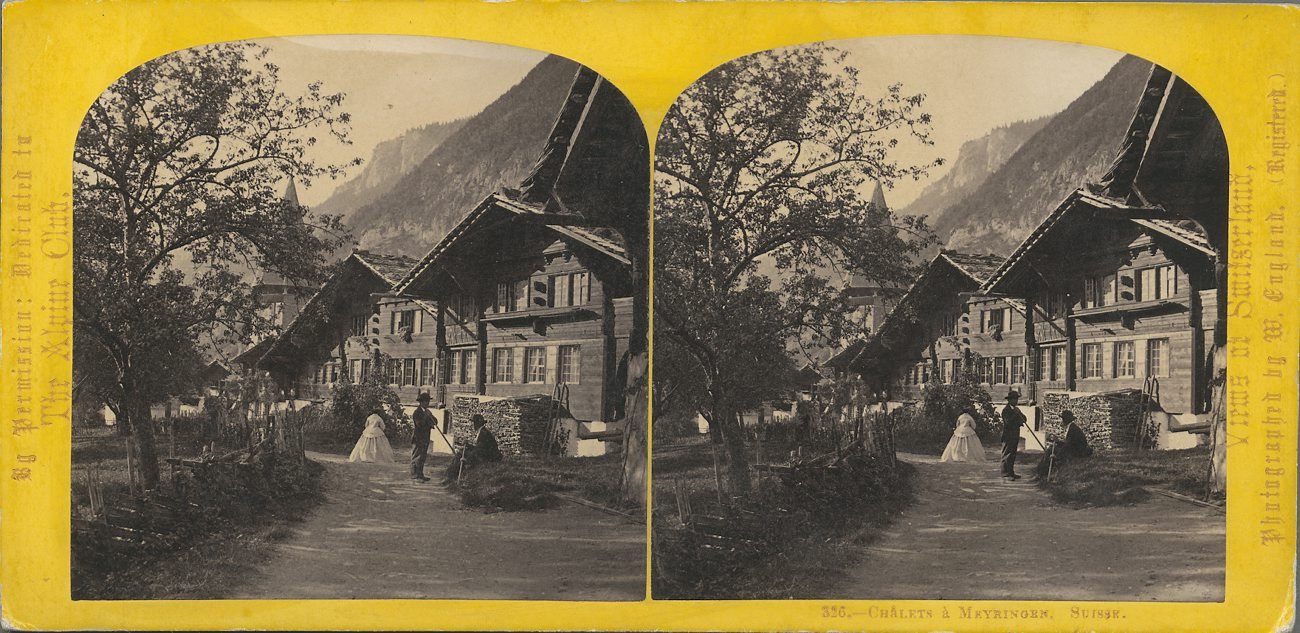
Meiringen, Švýcarsko, 1870-1890
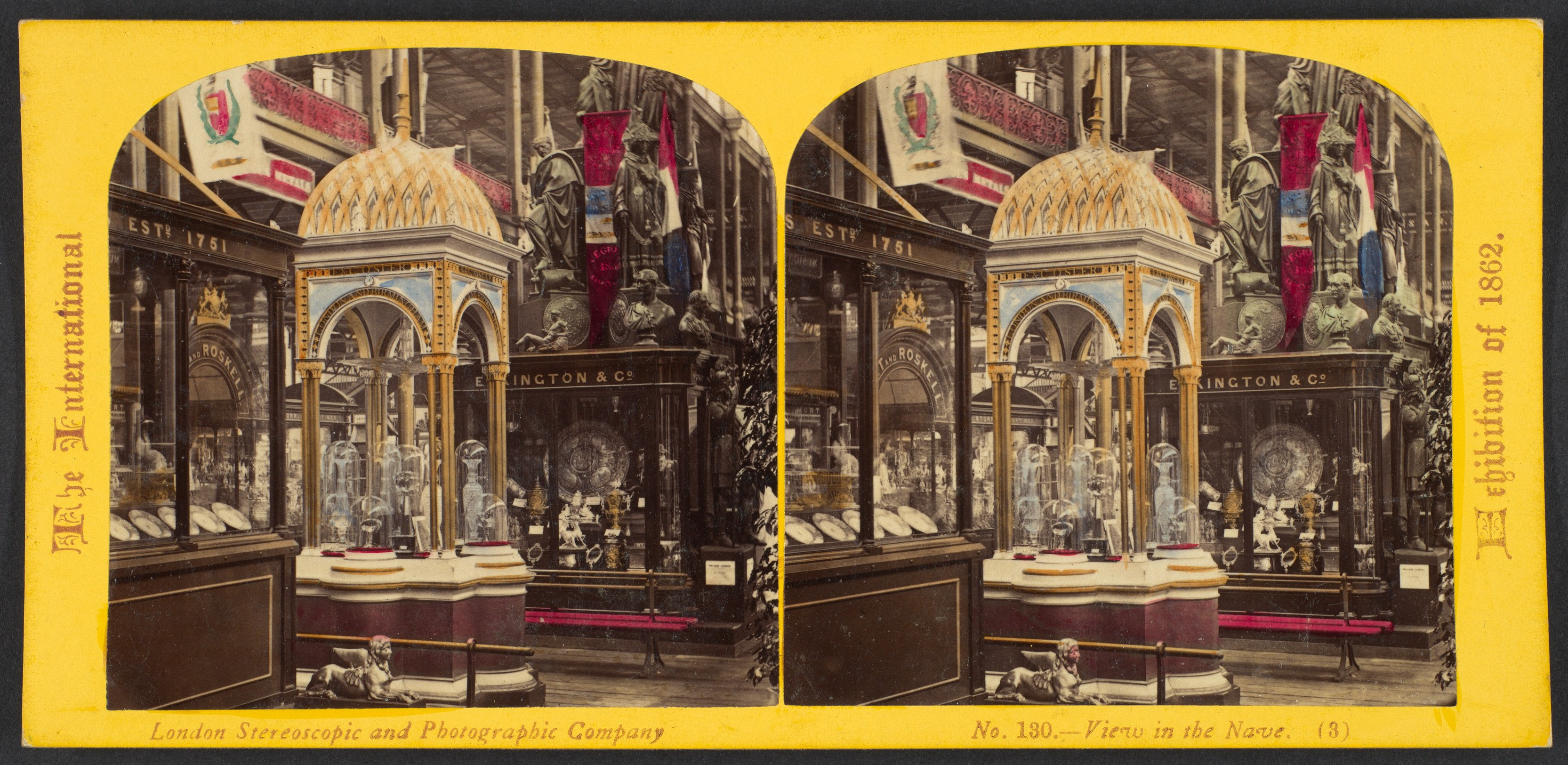
Mezinárodní výstava, kolorovaná stereofotografie, 1862
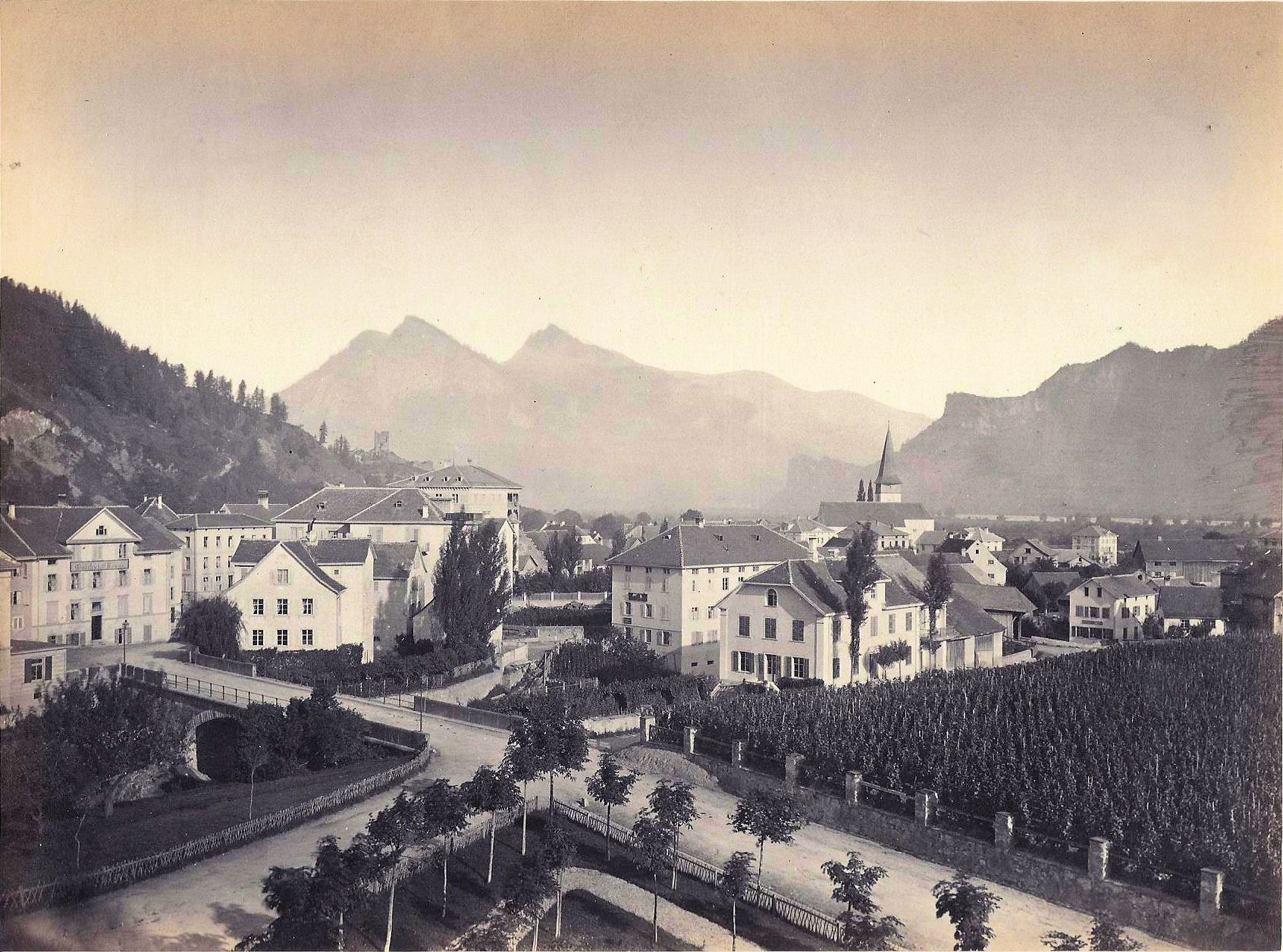
Ragaz, Švýcarsko, 1863